# David Jandl
David Jandl (* 15. Juli 1984 in Oberwart) ist ein ehemaliger österreichischer Basketballspieler. Er war langjähriger österreichischer Teamspieler.

## Laufbahn
Jandl schaffte bei seinem Heimatverein Oberwart Gunners den Sprung zum Profi, in den Spielzeiten 2003/04 sowie 2004/05 wurde ihm die Auszeichnung als bester österreichischer Spieler der Bundesliga zuteil. Nach einem Abstecher in die deutsche Bundesliga (Gießen 46ers) kehrte er in sein Heimatland zurück, spielte zunächst in Fürstenfeld, dann kurzzeitig in St. Pölten, ehe er in der dritten spanischen Liga abermals Auslandserfahrung sammelte.
Von 2008 bis 2011 stand er wieder in St. Pöltens Mannschaft, gefolgt von zwei Jahren in seiner Oberwarter Heimat. Ab 2013 war Jandl für die Mattersburg Rocks in der zweiten Bundesliga aktiv und zog sich 2016 aus dem Basketballsport zurück, um sich vollständig seinem Beruf als Steinmetz sowie seiner Familie zu widmen. Im Januar 2017 (und bis zum Ende der Saison 2016/17) kehrte Jandl in Fürstenfeld aufs Basketballparkett zurück.